# بازگشت (فیلم ۱۹۸۰)
بازگشت (انگلیسی: The Comeback) فیلمی است که در سال ۱۹۸۰ منتشر شد. از بازیگران آن می‌توان به آرنولد شوارتزنگر و فرانکو کولومبو اشاره کرد. 
کارگردانی فیلم بعهده Kit Laughlin بوده و نویسندگی این فیلم را نیز Geoff Bennett به عهده داشته است.
داستان فیلم از این قرار است که پس از پنج سال غیبت، آرنولد شوارتزنگر، برنده شش بار مستر المپیا، بازگشته و تلاش می کند تا برای هفتمین بار در مسابقات قهرمانی بدنسازی جهان شرکت کند.

## واکنش ها
Allmovie به این فیلم نمره ۲ از ۵ داده است"The Comeback (1980)". Allmovie. Retrieved 13 July 2021.
IMDb به این فیلم نمره ۶.۶ از ۱۰ را داده است. 